# Socialistische Partij van het Zuidoosten
De Socialistische Partij van het Zuidoosten (Spaans: Partido Socialista del Sureste, PSS) was een Mexicaanse politieke partij uit Yucatán in de nadagen van de Mexicaanse Revolutie.
De partij werd opgericht in 1916 door gouverneur Salvador Alvarado als Socialistische Arbeiderpartij (Partido Socialisto Obrero, PSO). In 1918 werd het leiderschap overgenomen door Felipe Carrillo Puerto, die de partij hernoemde tot PSS en in 1921 tot gouverneur van Yucatán werd gekozen. Onder Carrillo Puerto begon de PSS zich meer te richten op landbouwers en op de inheemse bevolking. De partij verenigde klassiek marxistische opvattingen met meer sociaaldemocratische denkbeelden, en wordt wel als libertarisch socialistisch gezien. In de buurstaat Campeche had de PSS een zusterpartij, de Agrarisch Socialistische Partij van Campeche (PSAC).
De PSS bevorderde het gebruik van het Yucateeks Maya in het onderwijs en liet de Mexicaanse grondwet vertalen in het Maya.Als eerste staat van Mexico werd in Yucatán het vrouwenkiesrecht ingevoerd. Ook werd 'rationalistisch' onderwijs ingevoerd, dat werkte 'niet met boeken maar door werken'. Vanwege het doorvoeren van landhervormingen lag de PSS regelmatig in de clinch met hacendados, maar ook niet alle boeren en arbeiders waren tevreden met de PSS; verzet uit die hoek richtte zich voornamelijk op het streven van de partij vakbonden en coöperaties in de partij te integreren. In januari 1924 werd Carrillo Puerto tijdens een poging tot contrarevolutie vermoord.
Na Carrillo Puerto's dood verloor de partij aan populariteit en werd deze bovendien steeds autoritairder. Carrillo Puerto's opvolgers waren José María Iturralde Traconis (1924-1926), Álvaro Torres Díaz (1926-1930) en Bartolomé García Correa (1930-1934). In 1933 gaf García Correa de opdracht aanhangers van een oppositiepartij aan te vallen, waarbij 38 mensen om het leven kwamen. Diens opvolger César Alayola Barrera brak met García Correa, waardoor de partij uiteen begon te vallen, wat versterkt werd doordat de nationaal regerende Partij van de Mexicaanse Revolutie (PRM) de PSS, een van de weinige lokale partijen was die nog niet was opgegaan in de PRM, voortdurend dwarsboomde. De meeste anarchisten, communisten en vakbondsleiders hadden de PSS inmiddels verlaten. Na een korte opleving onder Rogerio Chalé in 1936 ging de PSS ten slotte in 1944 op in de PRM.
De PSS wordt vaak als eerste echte politieke partij van Mexico gezien. Hoewel er al eerder partijen bestonden, waren dat veeleer ad hoc gevormde verenigingen om tijdens verkiezingen kandidaten te steunen maar die voor de rest nauwelijks actief waren. De PSS was de eerste politieke partij die goed georganiseerd was en ook buiten verkiezingen om actief was.
PAN · PRI · PVEM · PT · MC · Morena